# Cheroot

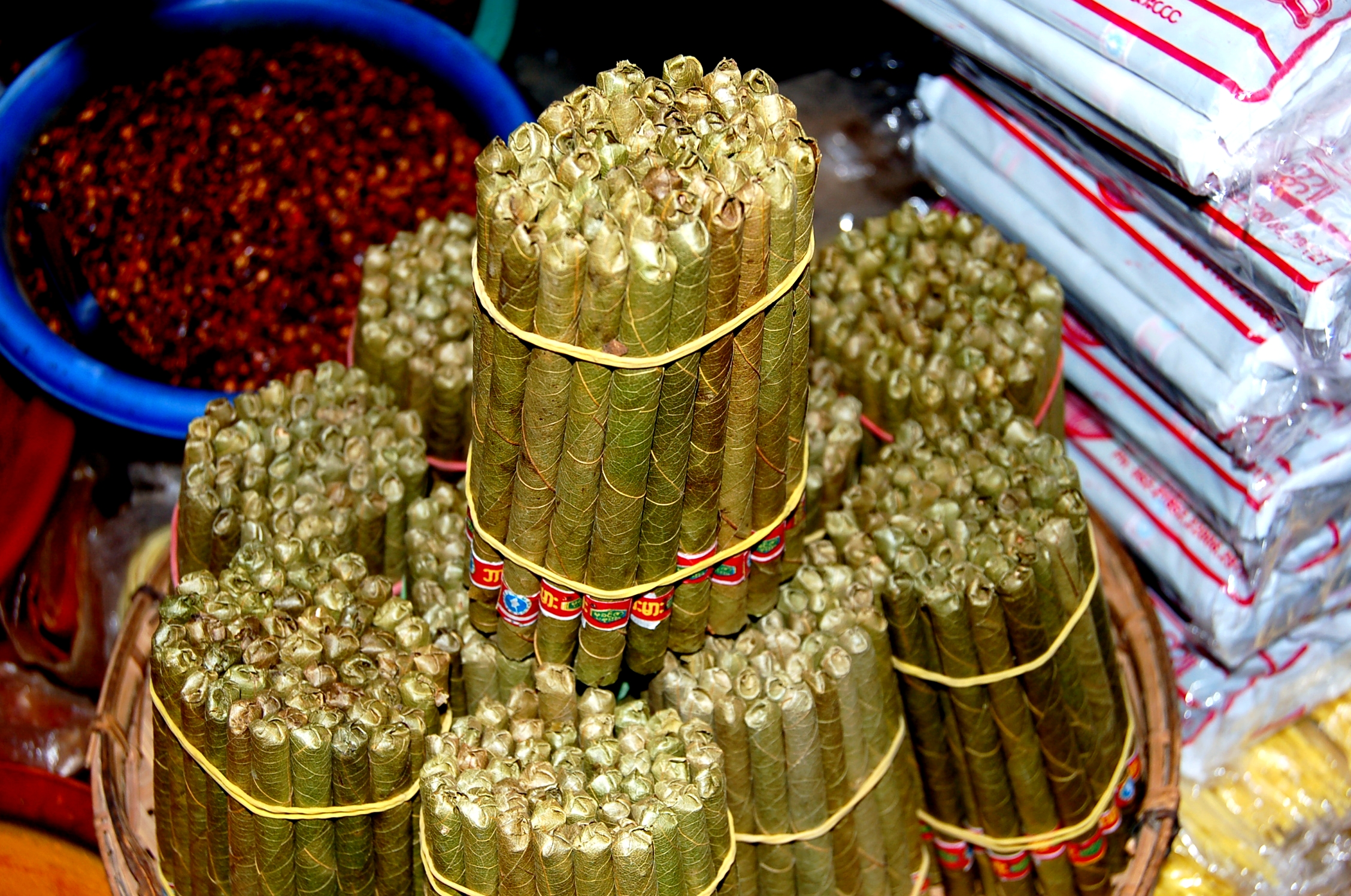
Cheroots en Birmanie.

Le Cheroot (ou Stogie) est un cigare coupé aux deux extrémités au cours de sa fabrication. Ils peuvent être fabriqués mécaniquement à bas prix, ce qui leur assure une grande diffusion. Les stogies ont une longueur de 9 à 16 cm, pour un diamètre d'environ 1,3 cm.
Le mot cheroot vient du français cheroute, lui-même issu du tamoul curuttu/churuttu/shuruttu - rouleau de tabac. Il serait passé en français au début du XVIe siècle, à l'occasion des premières implantations françaises dans le sud de l'Inde.

## En Asie

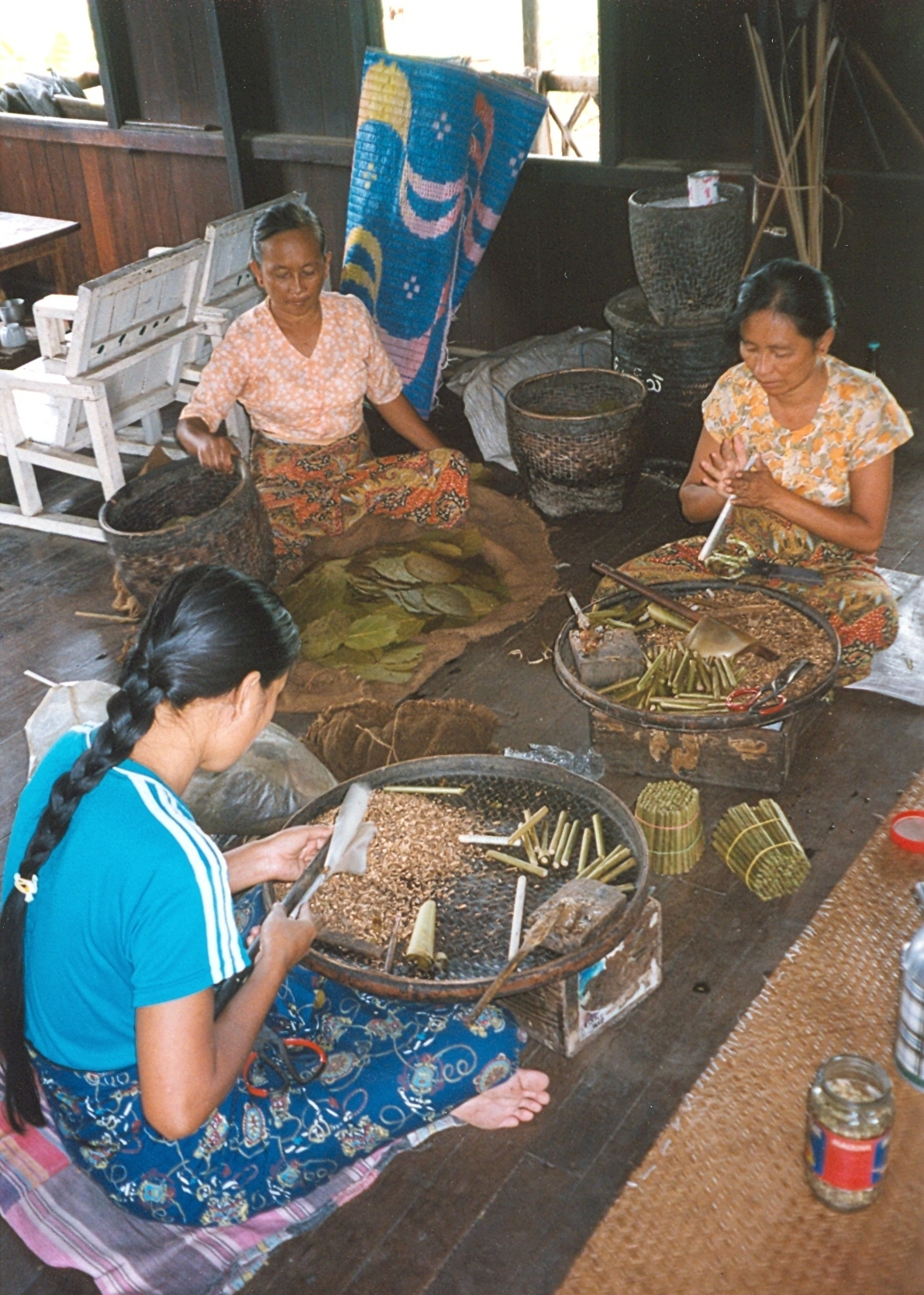
Préparation de cheroots, Lac Inle, Birmanie.

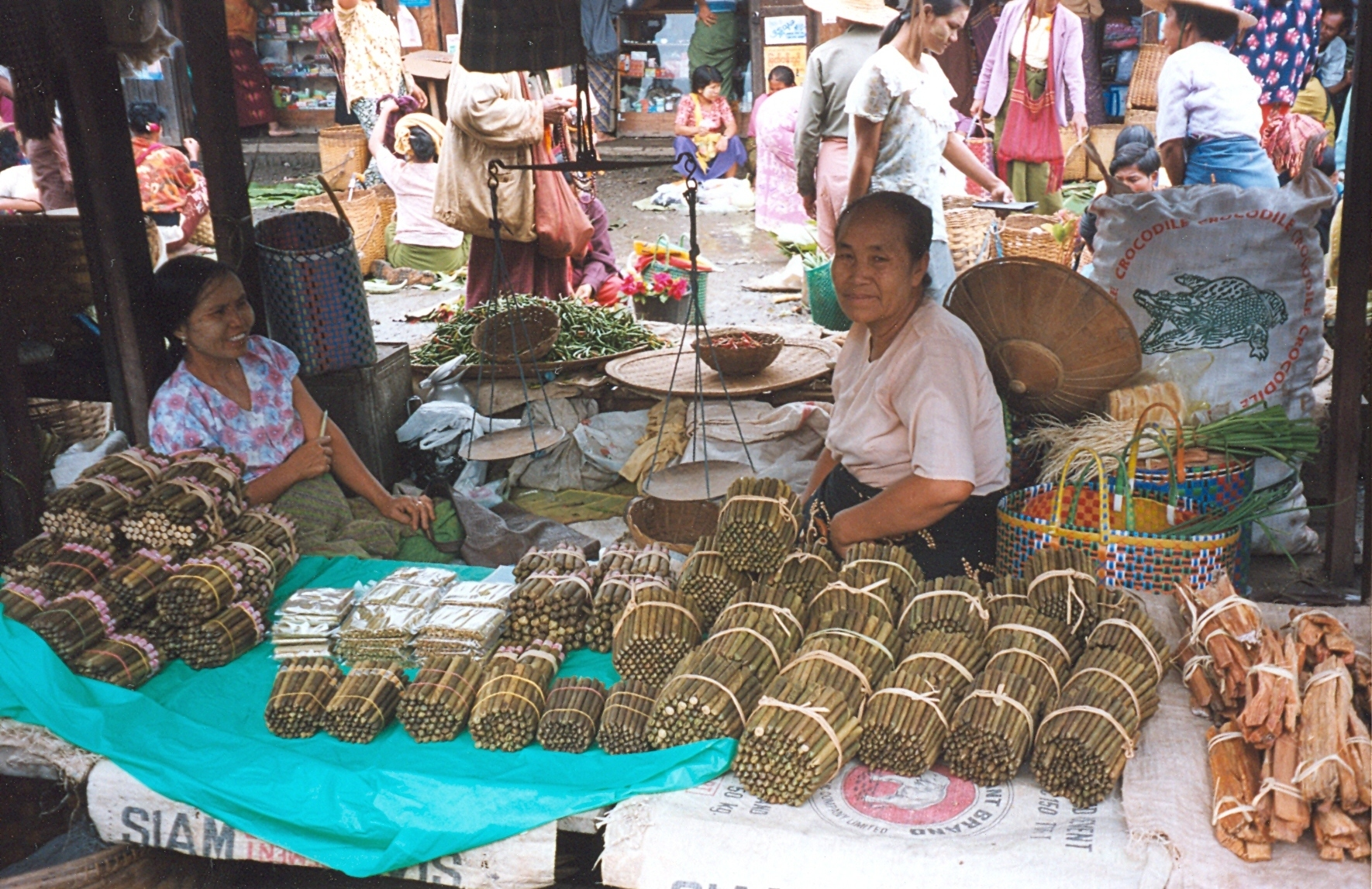
Cheroots en vente à Nyaungshwe, Birmanie.

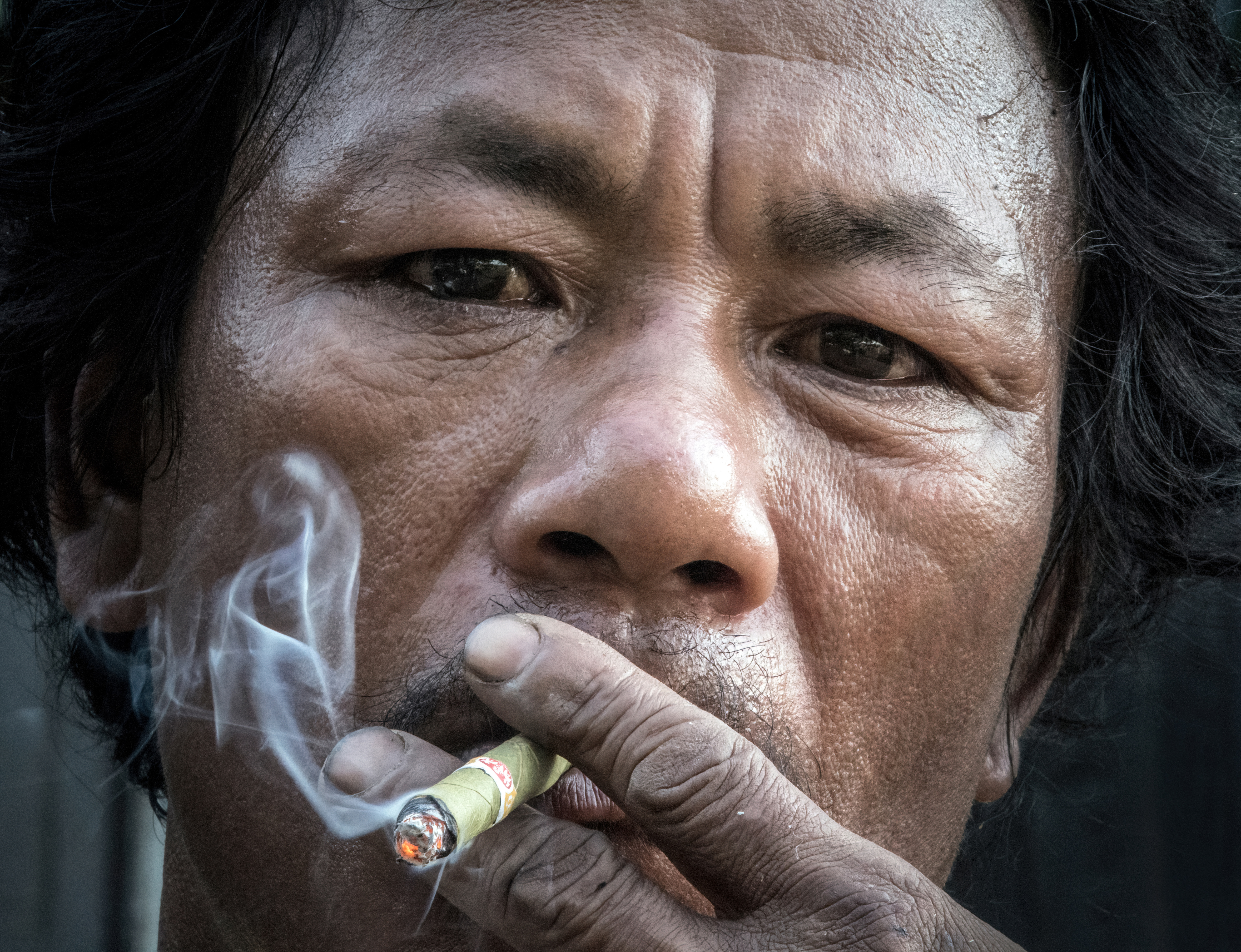
Homme fumant un cheroot. Avril 2018.

Les cheroots sont très populaires en Birmanie et en Inde ; il l'étaient aussi parmi les Britanniques au moment de l'Empire. Dans la littérature anglophone, ils sont souvent associés à la Birmanie :
« 'Er petticoat was yaller an' 'er little cap was green,
An' 'er name was Supi-yaw-lat -- jes' the same as Theebaw's Queen,
An' I seed her first a-smokin' of a whackin' white cheroot,
An' a-wastin' Christian kisses on an 'eathen idol's foot: »
— Rudyard Kipling, (1892) "Sur la route de Mandalay" dans les  Barrack-room Ballads
« Sa jupe était jaune et sa petite coiffe était verte,
Et son nom était Supi-yaw-lat — oui, le même que la reine de Thibaw,
Et je l'ai vue la première fois en train de fumer un énorme cheroot blanc,
Et gaspillant des baisers chrétiens au pied d'une idole païenne (...) »
Apparemment, l'usage du cheroot était aussi associé en Inde avec la résistance aux maladies tropicales. L'ethnologue Verrier Elwin écrit en 1957 dans l'avant-propos de son livre Leaves from the Jungle: Life in a Gond Village (Feuilles de la jungle : La vie dans un village Gond) :
« Une dernière chose me frappe en relisant les pages suivantes, c'est que je semble avoir passé beaucoup de mon temps à tomber malade. J'attribue cela au fait que j'étais alors non-fumeur. Depuis que je fume le cheroot, je n'ai pas eu une seule crise de malaria, et ma santé s'est énormément améliorée ces dernières années. » (Leaves from the Jungle: Life in a Gond Village, OUP 1992, p.xxix)
Il est possible que le parfum du cheroot, adhérant à la peau du fumeur et dissimulant l'odeur de sa sueur, qui attire les moustiques, ait contribué à le rendre moins attractif pour ceux-ci.
La composition des cheroots est très variée, certains contenant différents parfums, car certains fabricants rajoutent de la pulpe de fruits (tamarin), des épices, des substances dérivées du sucre, etc.

## Aux États-Unis

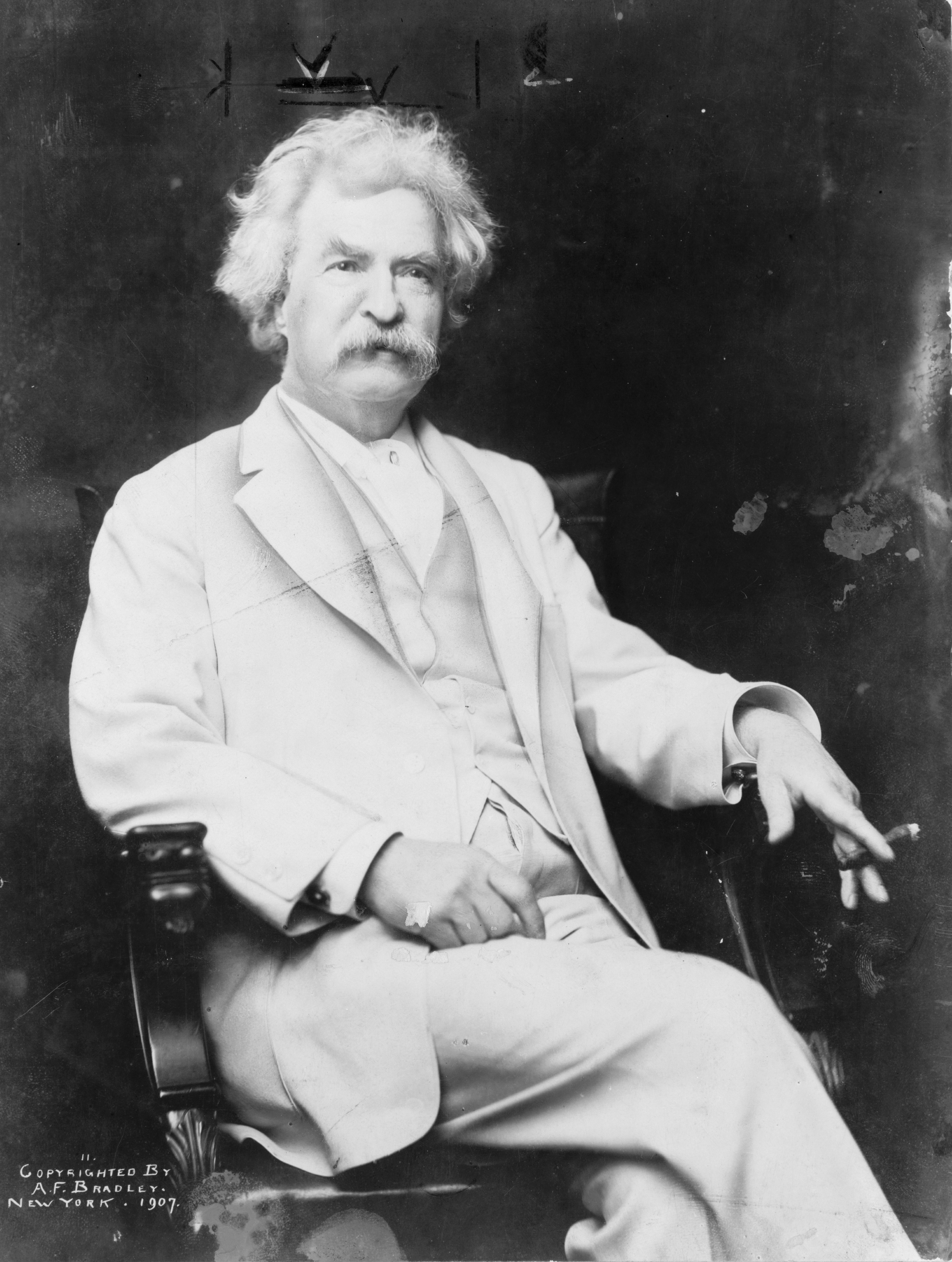
Mark Twain fumant un stogie en 1907.

Mark Twain était un grand amateur de stogies. C'est aussi le cas de Rush Limbaugh (1951-2021) et du cinéaste Francis Ford Coppola, qui possède sa propre marque de stogies.